# Souk El-Had
Souk El-Had (em árabe: ﺳﻮق اﻟﺤﺪ) é uma cidade e comuna localizada na província de Boumerdès, Argélia. Segundo o censo de 2008, a população total da cidade era de 6 693 habitantes.